# Call My Agent!
Call My Agent! (originalmente en francés Dix pour cent) es una serie de televisión francesa creada por Fanny Herrero. Ha sido emitido por France 2 desde 2015, Cosmo en España, ICI ARTV en Canadá, RTS Un en Suiza y está disponible en Netflix en diversos países.
La serie describe la vida de una agencia de talentos de prestigio después de la muerte accidental de su fundador. En cada episodio, una estrella de cine interpreta su propio papel.

## Trama
Todos los días, Andréa, Mathias, Gabriel y Arlette, agentes de talentos de la agencia ASK (Agencia Samuel Kerr), donde manejan situaciones difíciles, combinan hábilmente el arte y los negocios, y sus vidas privadas y la profesional se cruzan. 
Mientras luchan por salvar su agencia sacudida por la repentina muerte de su fundador, los cuatro agentes nos llevan detrás del escenario del salvaje mundo de las celebridades, donde la risa, la emoción, la transgresión y las lágrimas se chocan constantemente. 

## Elenco

### Personajes principales
- Camille Cottin: Andréa Martel
- Liliane Rovère: Arlette Azémar
- Thibault de Montalembert: Mathias Barneville
- Grégory Montel: Gabriel Sarda
- Stéfi Celma: Sofia Leprince
- Fanny Sidney: Camille Valentini
- Nicolas Maury: Hervé André-Jezak
- Laure Calamy: Noémie Leclerc

### Personajes recurrentes
- Philippine Leroy-Beaulieu: Catherine Barneville
- François Civil: Hippolyte Rivière
- Ophélia Kolb: Colette Brancillon
- Isabelle Candelier: Annick Valentini
- Gabrielle Forest: Hélène Kerr
- Jean-Yves Chatelais: François Brehier
- Assaad Bouab: Hicham Janowski (Temporada 2)

### Actores que se interpretan a sí mismos
Aparecieron en la serie de televisión como ellos mismos para un episodio. 
Temporada 1 (2015)
- Episodio 1: Cécile de France
- Episodio 2: Line Renaud, Zinedine Soualem y Françoise Fabian
- Episodio 3: Nathalie Baye, Laura Smet, Gilles Lellouche y Zinedine Soualem
- Episodio 4: Audrey Fleurot
- Episodio 5: Julie Gayet, Joeystarr y Zinedine Soualem
- Episodio 6: François Berléand

Temporada 2 (2017)
- Episodio 1: Michel Drucker, Virginie Efira y Ramzy Bedia
- Episodio 2: Fabrice Luchini y Christopher Lambert
- Episodio 3: Julien Doré, Norman Thavaud y Aymeline Valade
- Episodio 4: Isabelle Adjani y Julien Doré
- Episodio 5: Guy Marchand
- Episodio 6: Juliette Binoche

Temporada 3 (2018)
- Episodio 1: Jean Dujardin
- Episodio 2: Monica Bellucci
- Episodio 3: Gérard Lanvin y Guy Marchand
- Episodio 4: Isabelle Huppert
- Episodio 5: Béatrice Dalle
- Episodio 6: Jean Dujardin, Monica Bellucci, Gérard Lanvin, Audrey Fleurot, Claude Lelouch, JoeyStarr, Françoise Fabian y Line Renaud.

Temporada 4 (2020)
- Episodio 1: Charlotte Gainsbourg
- Episodio 2: Franck Dubosc
- Episodio 3: José García
- Episodio 4: Sandrine Kiberlain
- Episodio 5: Sigourney Weaver
- Episodio 6: Jean Reno

## Producción

### Desarrollo
La serie tardó ocho años en materializarse. En 2007, mientras Dominique Besnehard trabajaba en la agencia Artmedia y Michel Feller acababa de dejar la compañía EuropaCorp donde era productor, tienen la idea, junto con Julien. Messemackers, de una serie sobre el comercio de agente artístico. El proyecto, entonces titulado 10 Avenue George V (la dirección de Artmedia), estuvo dirigido por Nicolas Mercier, inicialmente para su emisión en Canal +. Pero las diferencias en el tono a adoptar llevaron a un alto en la colaboración con Canal +. Canal + estuvo buscando una serie más cínica y no un "drama", así que prefirieron Platane de Eric Judor.
En enero de 2011, el productor independiente Harold Valentin se unió al equipo de producción de la serie y encontró una similitud con Clara Sheller que había usado para France 2. La emisora de televisión ordenó un nuevo desarrollo de la serie en septiembre de 2011. Fanny Herrero y Quoc Dang Tran se unieron a la serie. Nicolas Mercier abandonó el proyecto para realizar un largometraje, por lo que Fanny Herrero tomó la dirección y encontró el tono adecuado para France 2. Dominique Besnehard ofreció la serie a Cédric Klapisch, quien estuvo seducido por la idea. El proyecto se relanzó para su distribución en France 2. Cédric Klapisch dirigió dos episodios de la serie y es el director artístico y productor asociado de la temporada 1, mientras que la escritora Fanny Herrero dirige los guiones. La cadena decidió adoptar un tono más glamuroso. Antoine Garceau, asistente de dirección de Klapisch, dirige dos episodios de la temporada 1 y dos episodios de la siguiente temporada. Lola Doillon, también realiza dos episodios de la temporada 1.
A pesar de la presencia de Dominique Besnehard y Cédric Klapisch en el equipo, el reparto de las estrellas fue difícil de finalizar tanto que surgieron preguntas sobre el resultado del proyecto. Casi una docena de actores se negaron a participar, no queriendo interpretar su propio papel. Para Dominique Besnehard, los comediantes franceses temen "jugar con su imagen pública", a diferencia de los artistas anglosajones. Esto se debe a la existencia de un snobismo en Francia.
El título original de la serie Dix pour cent (en español Diez por ciento), creado por la directora Danièle Thomson, se refiere al porcentaje que gana un agente por representar a una estrella.

### Rodaje
La serie se filmó en París. La agencia ficticia ASK se encuentra en el centro de París, 149 rue Saint-Honoré, entre el Museo del Louvre y los jardines del Palais-Royal. La decoración de la agencia ASK está inspirada en dos verdaderas agencias artísticas: la agencia Artmedia para dar un ambiente francés chic y antiguo con sillones de cuero y alfombras gruesas y la agencia Adéquat para recrear un diseño moderno con escritorios acristalados. Los seis primeros episodios se basan en anécdotas vividas o recopiladas por Dominique Besnehard durante sus veintidós años como agente.
El rodaje de la temporada 1 se filmó de noviembre de 2014 a febrero de 2015 en los estudios Aubervilliers en Seine-Saint-Denis.
La segunda temporada se rodó de septiembre a diciembre de 2016. El éxito de la primera temporada fue tal que muchos actores solicitaron participar en la serie. Algunos como Juliette Binoche o Fabrice Luchini nunca haían aceptado filmar para televisión. Una tercera temporada se realizó entre enero y abril de 2018. La cuarta temporada fue estrenada en 2020.

### Recepción crítica
La prensa emitió muchas críticas positivas:
- Para Allociné, la serie es "más que un éxito, es la serie francesa que ya no se esperaba". Esta es una serie original, "moderna y coral", en el género de comedia dramática, como muchos calificadores raros para una serie francesa. Está bien escrito, con diálogos "siempre muy potentes, divertidos y llenos de espíritu". Está impresa con realismo y autenticidad gracias a las anécdotas de Dominique Besnehard que sirvieron de base para los escenarios. Se dirige al público en general no conoce el medio, una "comedia humana" no caer en el medio de manera elitista "basados chistes privados". Los actores principales son justos, con personajes que "nunca pagan en caricatura".[7]
- Pierre Langlais, de Télérama, juzga que la serie es "un verdadero éxito, una serie de autores populares". Los personajes son "ricos, conmovedores, complejos y divertidos", interpretados por actores de la manera correcta, con Camille Cottin a la cabeza, ayudado por la dirección de los actores Cédric Klapisch. Las estrellas invitadas tienen éxito en su ejercicio de auto-desprecio. La serie está equilibrada entre comedia y drama, amabilidad y pequeña cobardía. Es accesible para todos, mientras se dibuja un "retrato discreto del medio ambiente".[18]
- Para Pierre Serisier, de Le Monde, es "una serie que se asume". La serie "logra encontrar su lugar y su tono", especialmente gracias a las "situaciones realistas extraídas de la experiencia de Dominique Besnehard". Las estrellas invitadas están "empleadas con una sutileza notable" y los personajes recurrentes están "perfectamente dibujados".[19]
- Para Olivier Joyard, de Inrocks, esta es la "mejor sorpresa serial del año".[20]
- Al comienzo de la temporada 3, la revista belga Moustique se preguntó "¿de dónde viene la magia de Dix pour cent?". Para el autor del artículo, "todo vale en [...] este microcosmos de la agencia, en la evolución de estos personajes que comienzan caricaturizando y desvelando, sobre los episodios, complejos, humanos, insoportables. y entrañable".[21]

## Premios y nominaciones
| Año  | Premios                                           | Categoría                                        | Receptor                                   | Resultado | Ref.   |
| ---- | ------------------------------------------------- | ------------------------------------------------ | ------------------------------------------ | --------- | ------ |
| 2016 | Premio ACS                                        | Mejor serie de TV                                | France 2                                   | Ganador   |        |
| 2016 | Premio ACS                                        | Mejor actor                                      | Grégory Montel                             | Nominado  |        |
| 2016 | Premio ACS                                        | Mejor actor                                      | Thibault de Montalembert                   | Nominado  |        |
| 2016 | Premio ACS                                        | Mejor actriz                                     | Camille Cottin                             | Ganadora  |        |
| 2016 | Premio ACS                                        | Mejor director                                   | Cédric Klapisch                            | Nominado  |        |
| 2016 | Premio ACS                                        | Mejor escritor                                   | Fanny Herrero                              | Ganadora  |        |
| 2016 | Premio ACS                                        | Mejor producción                                 | Mon Voisin Productions y Mother Production | Nominado  |        |
| 2016 | Premios Emmy Internacionales                      | Mejor serie de comedia                           | Mon Voisin Productions y Mother Production | Nominado  |        |
| 2016 | Grand Prix des séries 2016 Télé 2 semaines / RTL2 | Gran Premio del jurado a la mejor serie francesa | Dix pour cent                              | Ganadora  | [ 22 ] |
| 2018 | Festival de la fiction TV de La Rochelle 2018     | Mejor serie de 52 minutos                        | Dix pour cent                              | Ganadora  | [ 23 ] |